# Strada Statale 55 dell’Isonzo

Karte mit Verlauf von 1928

Die Strada Statale 55 (SS55) ist eine italienische Staatsstraße, die 1928 zwischen der SS14 bei Duino und Caporetto festgelegt wurde. Sie geht zurück auf einen Teilabschnitt der 1923 festgelegten Strada nazionale 9. Wegen ihres Verlaufes am Fluss Isonzo erhielt sie den namentlichen Titel dell’Isonzo. 1947 verkürzte sich die SS55 durch Grenzverschiebungen nach dem Zweiten Weltkrieg und sie endet seitdem an der Grenze zu Slowenien (bis 1991 Jugoslawien) in Gorizia.